# Correo Oficial de la República Argentina
Correo Oficial de la República Argentina, S. A., también denominada Correo Argentino, es una empresa privada perteneciente al Gobierno de Argentina y prestadora del servicio de correo de Argentina, creada en 2004 luego del fin de la concesión de Correo Argentino, S. A.

## Historia

### El Correo en el Virreinato del Río de la Plata
La historia del correo en Argentina se remonta al 14 de mayo de 1514, con la creación del Correo Mayor de Indias con sede en la ciudad de Lima. Bajo el reinado del rey Carlos III se decidió indemnizar al Correo Mayor, Fernando de Carvajal y Vargas, conde de Castillejo y el servicio postal pasó a formar parte de la Corona española.
Debido a la creciente actividad comercial se necesitaba instalar un servicio postal en Buenos Aires. Domingo Basavilbaso gestionó el permiso necesario para instalar el servicio en la región a cargo de un Teniente del Correo Mayor, designado por el Titular en Lima.
A partir del 1.º de julio de 1769 empezó a operar oficialmente el servicio cuando Domingo de Basavilbaso y Lapresa fue nombrado administrador de la Real Renta de Correos de Buenos Aires que con el tiempo se extendió las carreras de postas uniendo Buenos Aires con Potosí y tiempo más adelante con Santiago de Chile. El último administrador de Correos de la época colonial fue el vasco-español Melchor de Albín y Careaga (Balmaceda, 1735 - Buenos Aires, 1823).
Bruno Ramírez fue el primer cartero designado del correo. Este oficio no existía y apenas se implementaba el servicio en el Virreinato del Río de la Plata. Ramírez tomó posesión de su cargo el día 14 de septiembre de 1771, fecha en que se celebra en Argentina el Día del Cartero.

### Evolución del Servicio de Correo Postal en Argentina

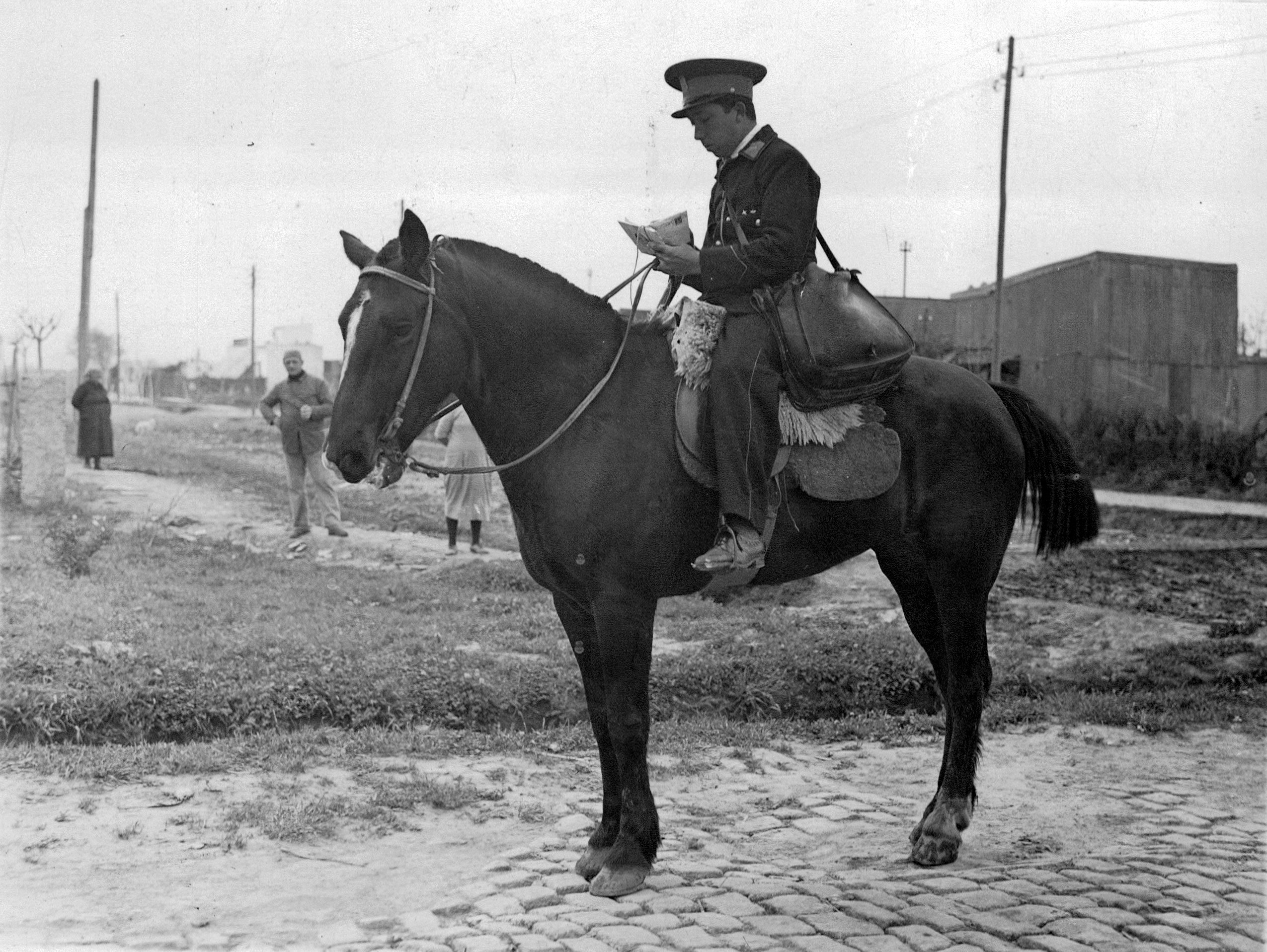
Un cartero a caballo en la provincia de Buenos Aires en los años 1920.

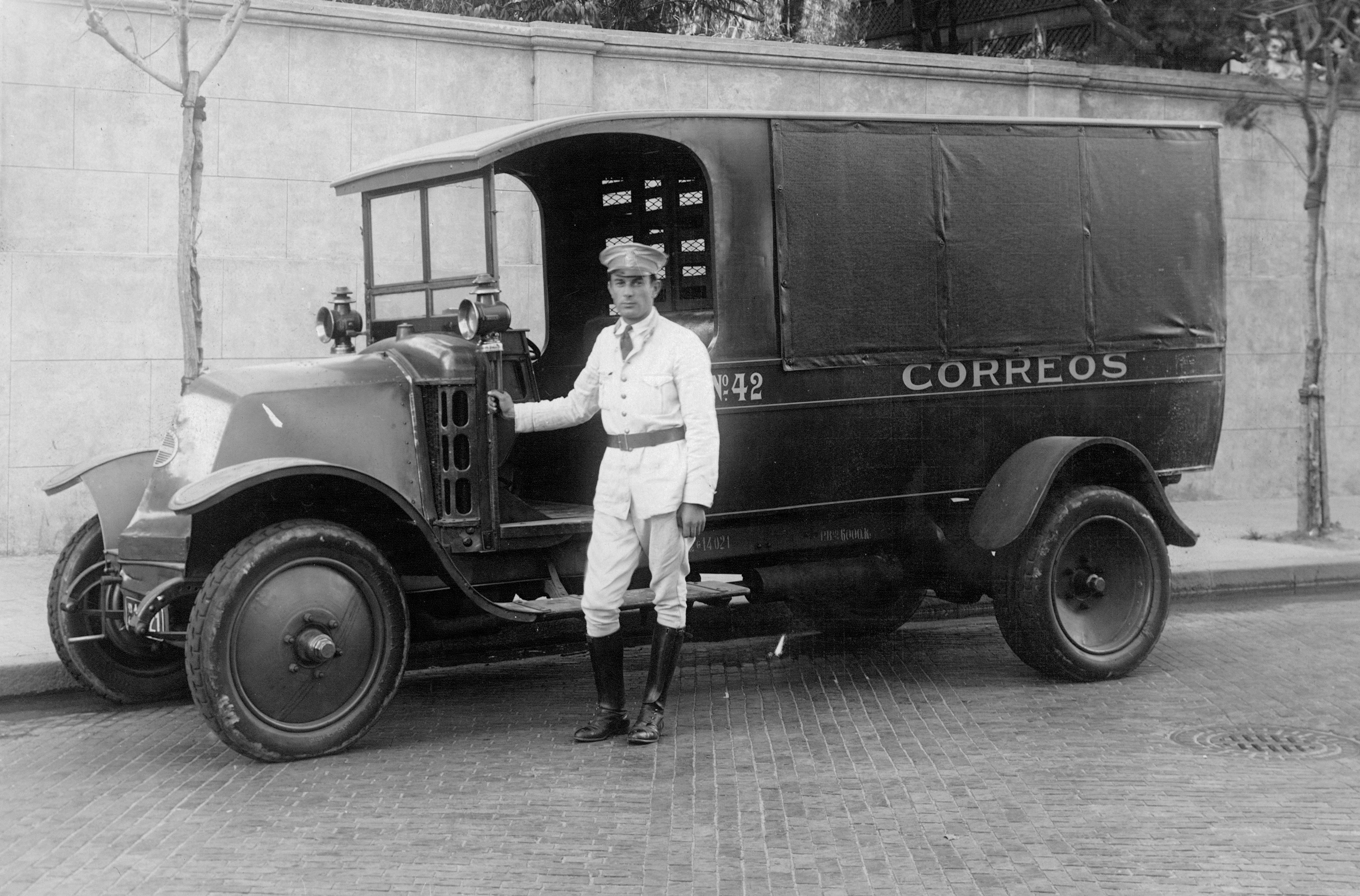
Empleado del Correo y automóvil hacia los años 1920.

El Correo desempeñó un papel importante durante la Revolución de Mayo ya que mediante este servicio se repartieron partes y órdenes de la Primera Junta. El ya citado Melchor de Albín conservó su puesto en la etapa independiente convirtiéndose en el primer director de los Servicios Postales de Buenos Aires, designado por la Primera Junta de Gobierno en junio de 1810.
En 1826, durante la presidencia de Bernardino Rivadavia el servicio fue nacionalizado mediante una ley aprobada por el Congreso General Constituyente de las Provincias Unidas del Río de la Plata, denominándose a partir de esa fecha «Dirección General de Correos, Postas y Caminos», organismo que quedó a cargo del señor Juan Manuel de Luca, quien estuvo en ese cargo durante 32 años.
Desde 1853 la Dirección General de Correo dependió del Ministerio de Hacienda y desde 1856 pasó a depender del Ministerio del Interior. En el año 1858 fue elegido Gervasio Antonio de Posadas Bustillo —hijo del director supremo homónimo rioplatense— quien instaló los primeros buzones de la ciudad de Buenos Aires, redactó el Reglamento del Servicio de Carteros y fijó un nuevo valor, más económico, de las tasas postales.
En 1874 se eligió como sucesor de Posadas a Eduardo Olivera, quien continuó el trabajo elaborando el nuevo reglamento de Telégrafos y proyectó la Ley N°. 816 de renovación de los servicios postales. Durante administraciones posteriores se implementaron los servicios de encomiendas, giros postales, valores declarados y carta certificada.
El 13 de junio de 1944 el Poder Ejecutivo dispuso la autonomía del Correo pasándose a denominar «Dirección General de Correos y Telecomunicaciones». El 26 de enero de 1949 el Gobierno pasó el mando del Correo a la recién creada «Secretaría de Correos y Telecomunicaciones de la Nación», que luego pasó a ser el Ministerio y finalmente la «Secretaría de Estado de Comunicaciones».

### Empresa Nacional de Correos y Telégrafos
La Empresa Nacional de Correos y Telégrafos (ENCOTEL) fue una empresa pública argentina creada en 1972 que prestaba servicio postal, telegráfico y monetario, sucediendo a la Secretaría de Estado de Comunicaciones. Durante el llamado Proceso de Reorganización Nacional (1976-1983), se permitió la actividad de empresas privadas en el servicio de correos y encomiendas en el marco de un proceso de apertura económica, si bien la prestación del Servicio Postal Universal continuó estando exclusivamente en manos de la empresa estatal. 

#### Encotel durante el conflicto de las Islas Malvinas

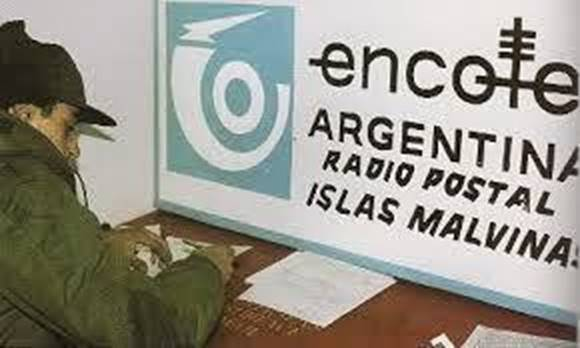
Soldado argentino escribiendo una carta desde la oficina radiopostal Islas Malvinas

Pocas horas después de producida la recuperación de las Islas Malvinas por parte de las Fuerzas Armadas argentinas, ENCOTEL dispuso la creación de la Oficina Radiopostal Islas Malvinas ya que la empresa nacional tenía por objeto la prestación de los servicios a su cargo en todo el territorio nacional.
La medida fue adoptada mediante la resolución N.º 515 ENCOTEL/82 dictada por el entonces administrador general de la empresa Coronel Ing. Mil. Retirado Silvio Carlos Yorio.
La nueva oficina pasó a depender de la Administración Central de ENCOTEL y con funcionamiento en el ámbito geográfico de dichas islas. Simultáneamente se procedió a realizar la pertinente comunicación a la oficina internacional de la Unión Postal Universal en cumplimiento de lo establecido en el artículo 109 del Reglamento de Ejecución del Convenio Universal Postal (Río de Janeiro 1979).
También ese mismo día, se dispuso comisionar a dos funcionarios de la Empresa para hacerse cargo de la conducción y organización de los servicios de ENCOTEL en las Islas Malvinas. Por resolución N.º 516 ENCOTEL/82 el administrador general de la empresa decidió comisionar al director general de Obra Social Everto Hugo Caballero y al supervisor José Manuel Chávez de la Dirección General de Operaciones Región Metropolitana, quien era un experto del servicio postal.

### Privatización

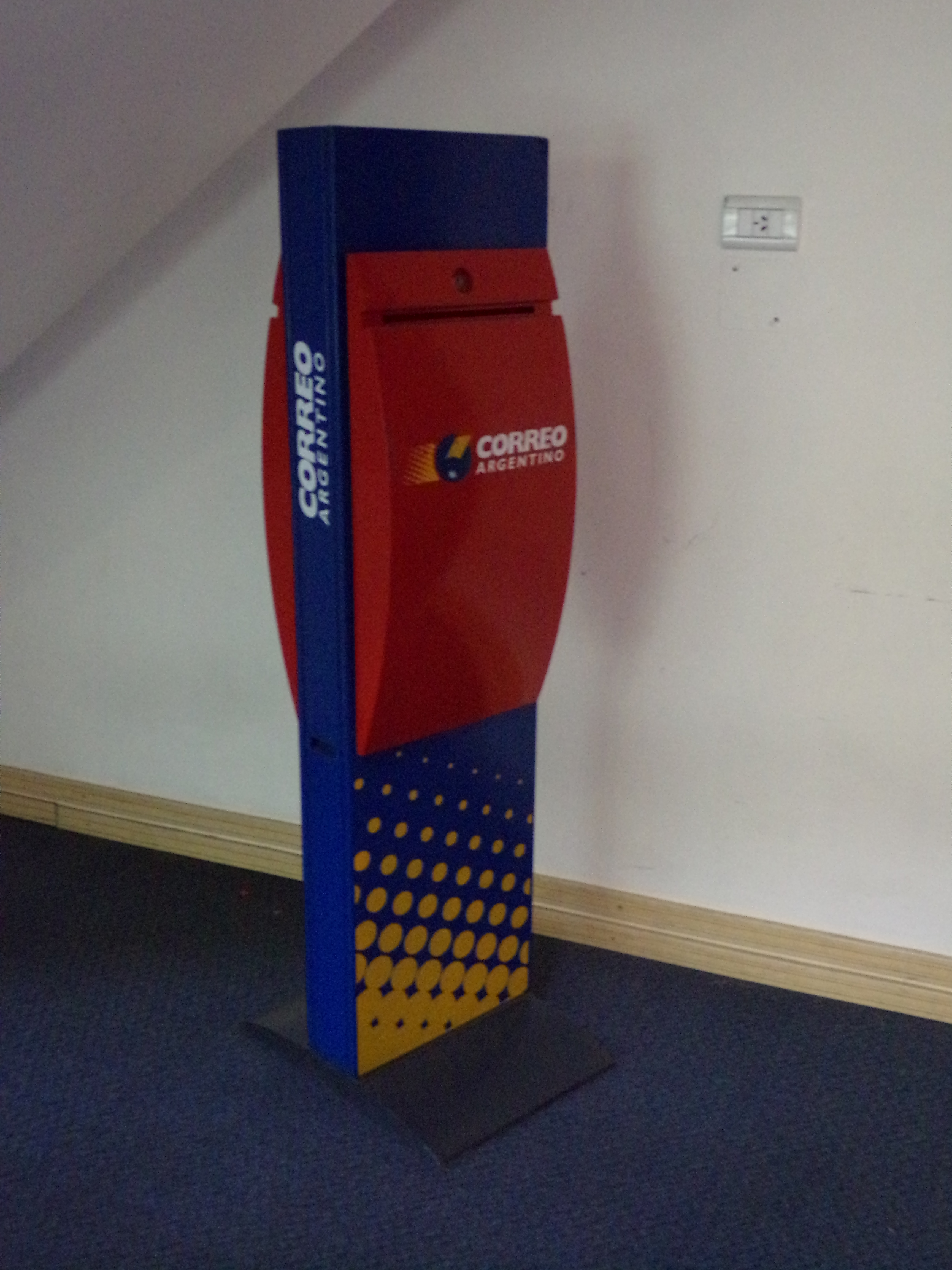
Buzón de Correo Argentino en el Aeropuerto Internacional Malvinas Argentinas de Ushuaia.

En 1992, durante el gobierno de Carlos Menem, fue convertida en la Empresa Nacional de Correos y Telégrafos S.A. (ENCOTESA), constituyéndose en Sociedad Anónima como paso previo a una privatización.
El 24 de marzo de 1997, mediante el Decreto N°. 265/1997 del entonces presidente Carlos Menem, la empresa ENCOTESA fue liquidada y la prestación de servicios postales le fue otorgada en concesión a la Sociedad Macri (SOCMA). De este modo, la Argentina se convirtió en uno de los primeros países del mundo en privatizar el servicio postal. De acuerdo con el contrato de concesión, que se había firmado por un término de 30 años, la Sociedad Macri debía pagarle al Estado nacional un canon semestral de 51,6 millones de pesos. El Correo Argentino no pagó los salarios de julio de 2001 de 13 000 empleados. El 31 de diciembre de 1999, la empresa dejara de pagar el canon, deuda ascendía a $ 206 millones. Cuando el grupo SOCMA se hizo cargo de los servicios el 1 de septiembre de 1997, el correo contaba con 20.400 trabajadores. Esto no fue un impedimento para que la contabilidad oficial de la empresa la muestre en virtual quiebra.
En septiembre de 2001, la empresa Correo Argentino entró en concurso preventivo. A septiembre de ese año la deuda del concesionario trepó a 257 millones de pesos, ya que el Grupo Macri había dejado de pagar desde 1999.

### Reestatización
El 19 de noviembre de 2003, a pocos meses de asumir la presidencia de la Nación, Néstor Kirchner firmó un decreto mediante el que rescindía el contrato de concesión de servicios postales de la empresa Correo Argentino a la Sociedad Macri (SOCMA). La deuda millonaria de la familia Macri con el Estado nacional y con acreedores privados hizo que el gobierno resolviese no otorgarle la prórroga y optase por devolver a la empresa a la administración estatal por 180 días, mientras se lanzaba una licitación pública internacional para encontrar un nuevo operador privado. En diciembre de 2003, se decretó la quiebra de Correo Argentino y la justicia le prohibió a Franco Macri salir del país.
Finalmente, en 2004 se decidió no llamar a licitación para buscar un nuevo operador privado y se creó una nueva sociedad anónima estatal, Correo Oficial de la República Argentina S.A. (CORASA), que mantendría la denominación comercial de Correo Argentino. De esta manera, se convirtió en la primera empresa reestatizada por el kirchnerismo. En su primer año bajo administración estatal, presentó una ganancia bruta de 99 millones de pesos, con un aumento del 12 % en las ventas brutas.
El entonces ministro de trabajo Carlos Tomada afirmó que la estatización del Correo era "un caso puntual", y no implicaba una tendencia del gobierno a las reestatizaciones. Además, opinó que se había eliminado un prejuicio hacia la administración estatal. En 2006, el entonces ministro de planificación Julio De Vido, opinó que no se consideraba la privatización por la "excelente gestión estatal y por sus resultados".

## El Palacio de Correos

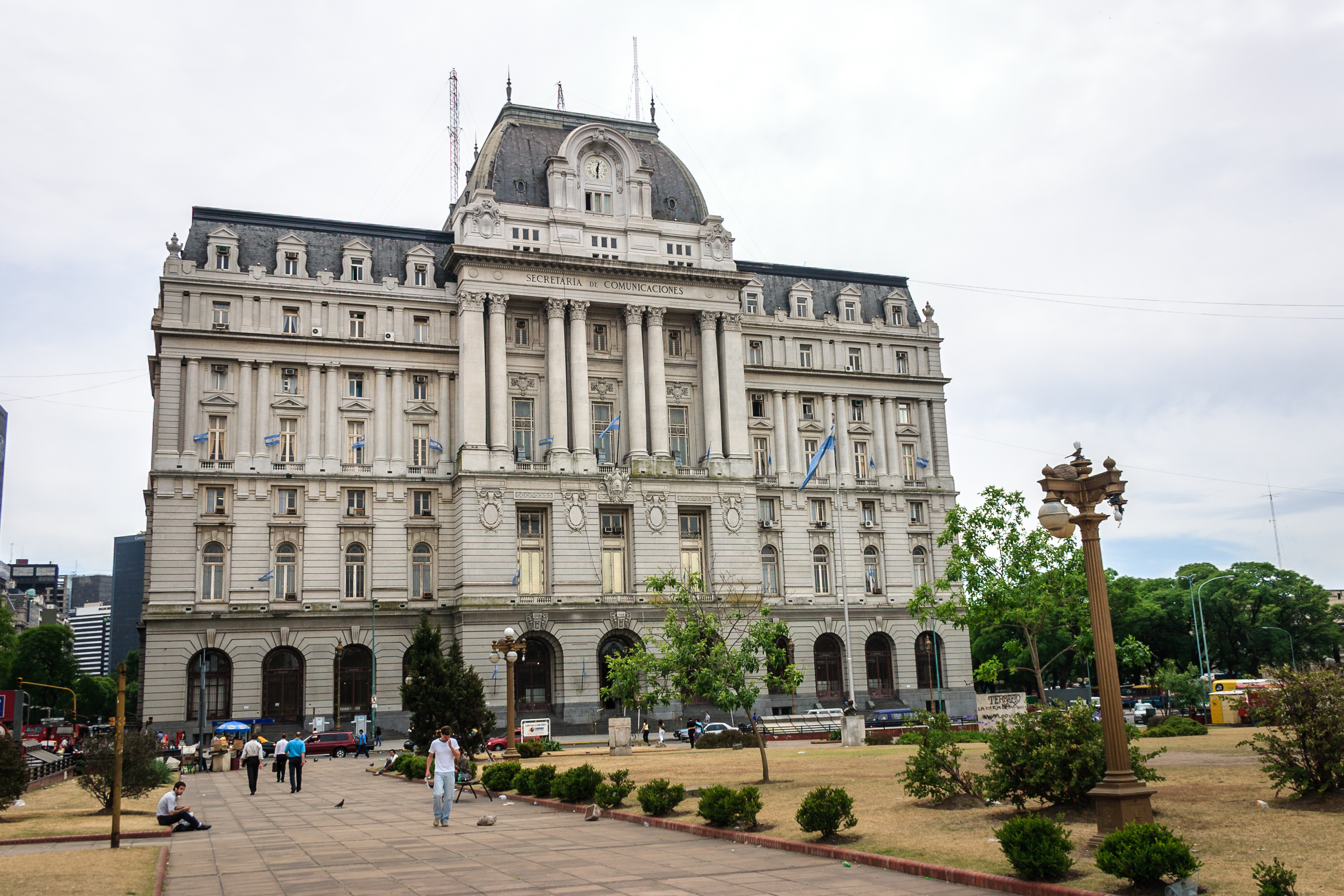
Palacio de Correos

El edificio del Correo Central de la República Argentina, fue pensado como la imagen arquitectónica de uno de los servicios considerados claves en el desarrollo y el progreso del país.
Ramón José Cárcano, entonces director general de Correos y Telégrafos, promovió su construcción. Fue proyectado y diseñado por el arquitecto francés Norbert Maillart en 1888 y fue inaugurado, luego de atrasos producidos por la Crisis Financiera de fin de siglo y la Primera Guerra Mundial, el 28 de septiembre de 1928, durante el gobierno de Marcelo Torcuato de Alvear.
Maillart se inspiró para diseñarlo en el edificio de Correos de la ciudad de Nueva York. El arquitecto construyó además el Palacio de Justicia y el Colegio Nacional de Buenos Aires. Está edificado sobre un terreno de 12.500 metros cuadrados y con una superficie total de 88.050, el edificio cuenta con 9 plantas (Subsuelo, planta baja y siete pisos altos). La altura total es de 50 metros, sin contar la cúpula del edificio que es de 13 metros de altura, con un reloj emblemático que se aprecia al mirar desde la plaza.
Sobre el sur, por calle Sarmiento, se instalaron las oficinas jerárquicas y salones especiales. En el sector norte, sobre la avenida Corrientes, se ubicó el área industrial donde se procesaba la correspondencia y tenían lugar otras funciones mecánicas. En los talleres electromecánicos se subsanaban los desperfectos producidos en los muchos aparatos con que contaba Correos y Telégrafos en su misión. Idóneos artesanos, bajo la dirección de técnicos expertos, tenían a su cargo la importante tarea de mantenerlos en perfecto estado de funcionamiento.
El edificio del correo ofrecía a sus empleados todos los servicios que este pudiese necesitar, desde asistencia médica hasta un sector para lustrarse los zapatos. El personal fue para el correo, el pilar sobre el que asentó su trabajo y su evolución. El resultado fue beneficioso para ambos, porque la gente respondía a medida de lo que esperaba.
En 1997 fue declarado Monumento Histórico Nacional dada su calidad arquitectónica y la importancia en la historia del país. En 2002 dejó de prestar servicios operativos, mudando estas actividades a la nueva planta ubicada en Monte Grande y las administrativas al antiguo edificio de Molinos Río de la Plata, en la intersección de Paseo Colón e Independencia. La Secretaría de Comunicaciones de la Nación mantuvo sus oficinas en el Palacio de Correos.
En 2005 el Estado Nacional llamó a licitación para convertirlo en lo que luego iba a ser el Centro Cultural Kirchner.

## Servicios
| Tipo de servicio | Servicios brindados |
| ---------------- | --- |
| Paquetería       | Encomienda clásica y prioritaria, Paq.ar, Servicio Puerta a Puerta, Línea Pack Plus, Paqueteria e-commerce, Paqueteria comercial. (Cuenta con clientes como Mercado Libre, Dafiti, Netshoes, entre otros) |
| Postales         | Carta documento, Carta certificada, Carta Expreso, Carta Rápida, Carta simple, Casillas de correo y Apartados, Cecograma, Express Mail Service (EMS), Telegrama colacionado, Telegrama Ley 23.789, Telegrama Ley 27.447. |
| Financieros      | Contrareembolso, Correo Pagos (Pago Fácil), Giro Postal y telegráfico, Western Union nacional e internacional, Tarjeta SUBE, Veraz, recarga de celulares. |
| Electorales      | Mediante la Dirección Electoral de Correo Argentino: planificación, dirección, coordinación y control de la logística electoral en niveles tanto nacional, provincial, municipal, como también entes públicos o privados. Tiene mucha trayectoria y experiencia en este ámbito ya que ha desarrollado actos eleccionarios como: Elecciones Presidenciales, Elecciones Legislativas, Elecciones PASO, Elecciones provinciales y municipales. |
| Logística        | - Gestión de almacenes: Servicio integral de recepción, almacenamiento, preparación de pedidos y gestión de inventarios en depósitos propios - Transporte y distribución: Servicio integral de transporte y entrega de mercaderías a nivel nacional en más de 2500 localidades de forma diaria y directa. - Vacunas e insumos médicos: Presta servicios al Ministerio de Salud de la Nación en lo que respecta al almacenamiento de medicamentos del programa social "REMEDIAR". Durante la pandemia de coronavirus Correo Argentino tuvo un rol muy activo en la lucha del estado contra la pandemia siendo junto con Andreani encargados de la logística de las vacunas Sputnik V y Moderna a lo largo de todo el país. Además, realizó diverso tipos de logística relacionadas con insumos médicos tales como barbijos, test de antígenos para el virus, kits de vacunacion entre otras. Su labor en la distribución nacional de las vacunas sería destacado por la Unión Postal Universal. - Logística inversa: Servicio integral de devoluciones, recupero y retorno de mercaderías |
| Trámites Varios  | Certificado de reincidencia, Tarjeta SUBE estudiantil |

Servicios anteriores
| Tipo de servicio     | Servicios brindados |
| -------------------- | --- |
| Comercio electrónico | Mediante su propia plataforma de comercio en línea denominada "Correo Compras" habilitaba a empresas, fábricas o cooperativas a vender sus productos en línea a todo el país con el beneficio que implicaba la logística del traslado a través de Correo Argentino. Fue lanzada en 2020 y estuvo bajo la órbita de Correo Argentino, su objetivo era explotar el exponencial crecimiento de la venta en línea generada durante la pandemia de coronavirus para competir con Mercado Libre. En su portfolio inicial manejaba dispositivos tecnológicos, electrodomésticos, artículos de higiene y limpieza y alimentos. Entre las principales características del sitio se destacaba el control estricto de los precios según los máximos establecidos por el gobierno y la amplitud de métodos y opciones de pago relacionados con el estado tales como los planes de cuotas oficiales del estado (Ahora 18, Ahora 12, Ahora 6 y Ahora 3) en todos los productos y la Tarjeta Alimentar para compras de alimentos (excluyendo bebidas alcohólicas) siendo la única plataforma en línea en la que dicha tarjeta podía usarse. Las marcas que formaron parte de la plataforma fueron Samsung, Phillips, LG, Dell, Energizer, Newsan, Arcor, Melisam, Regional Trade, Unilever, Kimberly-Clark, Molinos Río de la Plata y las marcas adheridas al programa estatal "Súper Cerca".El 29 de febrero de 2024, Correo Argentino anuncia el cese de operaciones de la plataforma de comercio en línea. |

## Sucursales

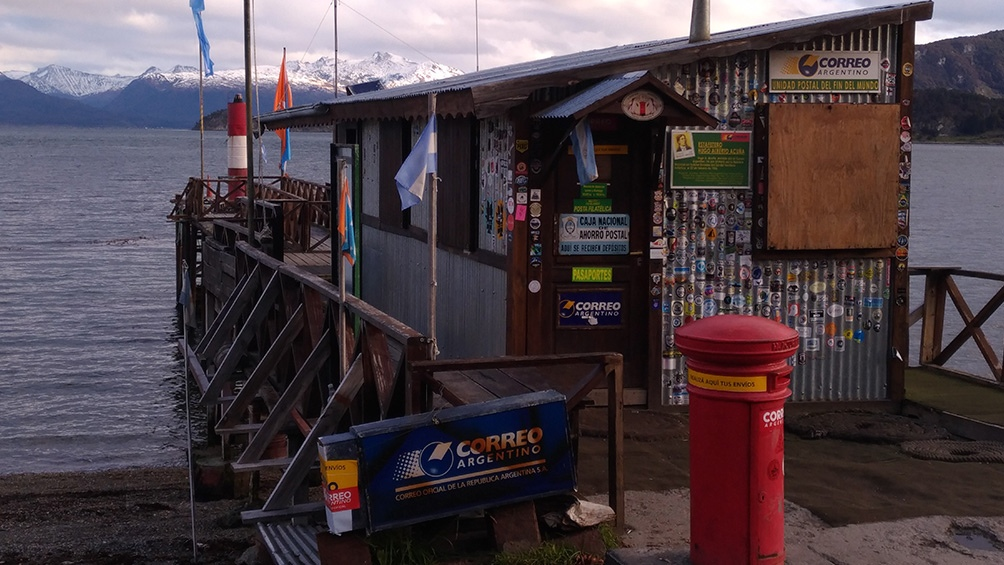
Estafeta del fin del mundo. Ubicada en el parque nacional Tierra del Fuego.

La red de sucursales de Correo Argentino se encuentra conformada por más de 3500 puntos de venta distribuidos en cerca de 1200 localidades. Por ello, es la red más extensa del ámbito nacional. Esa cantidad les permite a los usuarios acceder al servicio del Correo en cualquier lugar.

## Logotipos

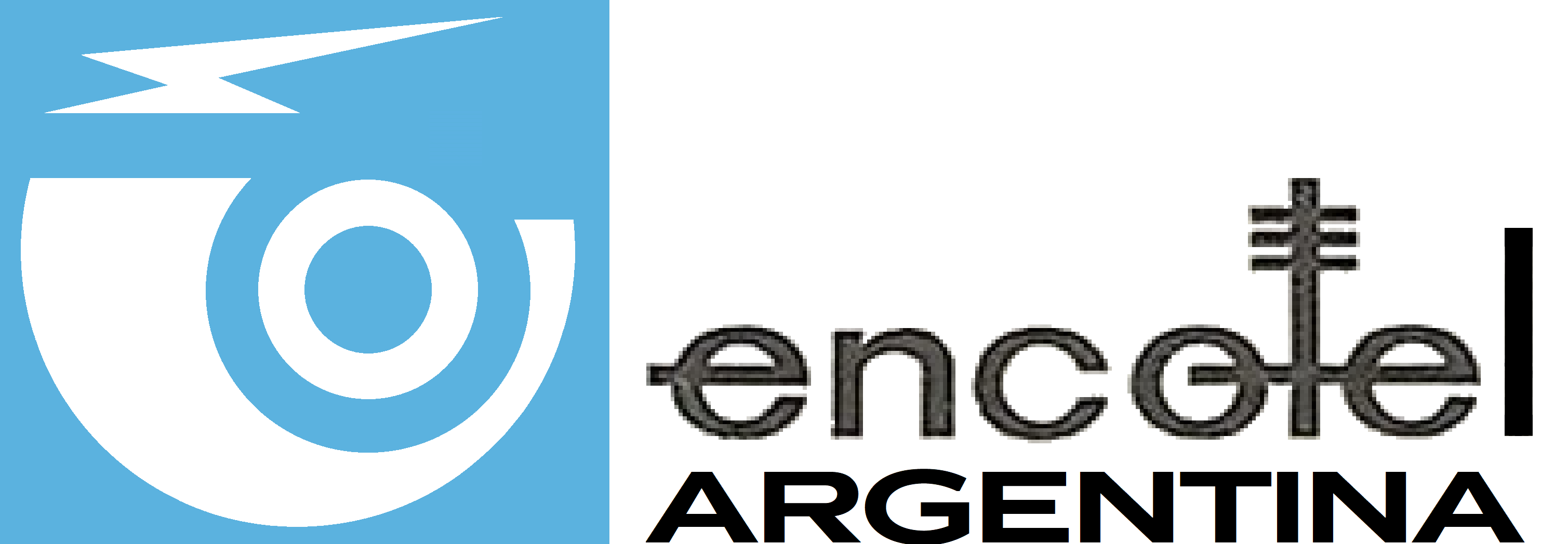
Logotipo durante la época de Encotel (1972)
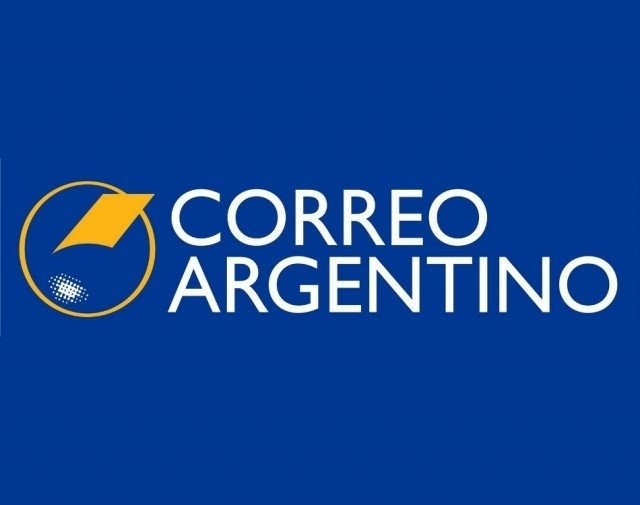
Logotipo durante la época de Encotesa y privatización por parte del Grupo Macri (1993)
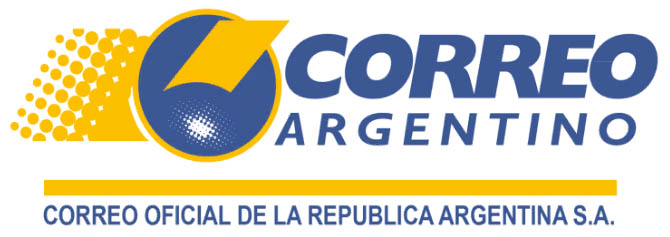
Logotipo utilizado en la reestatización (2003)
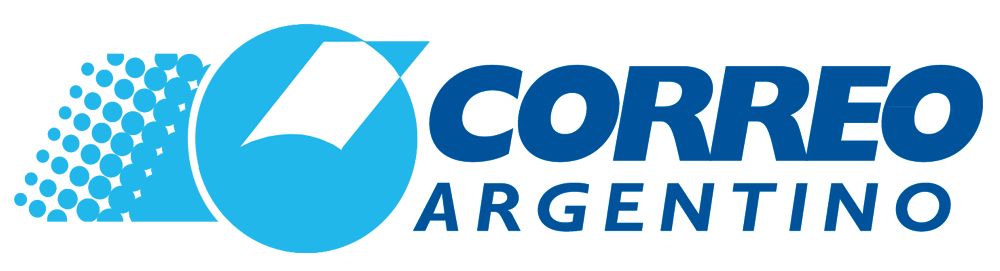
Logotipo utilizado a partir de 2013
Logotipo utilizado a partir de 2017
Logotipo a partir de 2020